# Сміття

Попереджувальне оголошення на паркані

Побуто́ве сміття́ — фракція твердих відходів, яка утворюється в комунальному господарстві міст та інших населених пунктів. Зростання відходів виробництва та споживання — одна з найактуальніших екологічних проблем сучасного світу. В Україні сортують 4 % побутових відходів, решту спалюють або вивозять на сміттєзвалище.
Побутове сміття — відходи, що утворюються в результаті життєдіяльності людей і викидаються ними як небажані чи непотрібні. До сміття відносять:
- картон;
- газетний, пакувальний або споживчий папір;
- всіляку тару (дерев'яна, скляна, металева);
- предмети, що вийшли з ужитку або втратили споживчі властивості;
- вироби з дерева, металу, шкіри, скла, пластмаси, текстилю та інших матеріалів, зламані або застарілі побутові прилади тощо.

Варто розрізняти сміття і сільськогосподарські та комунальні харчові відходи — покидьки.

## Утилізація сміття

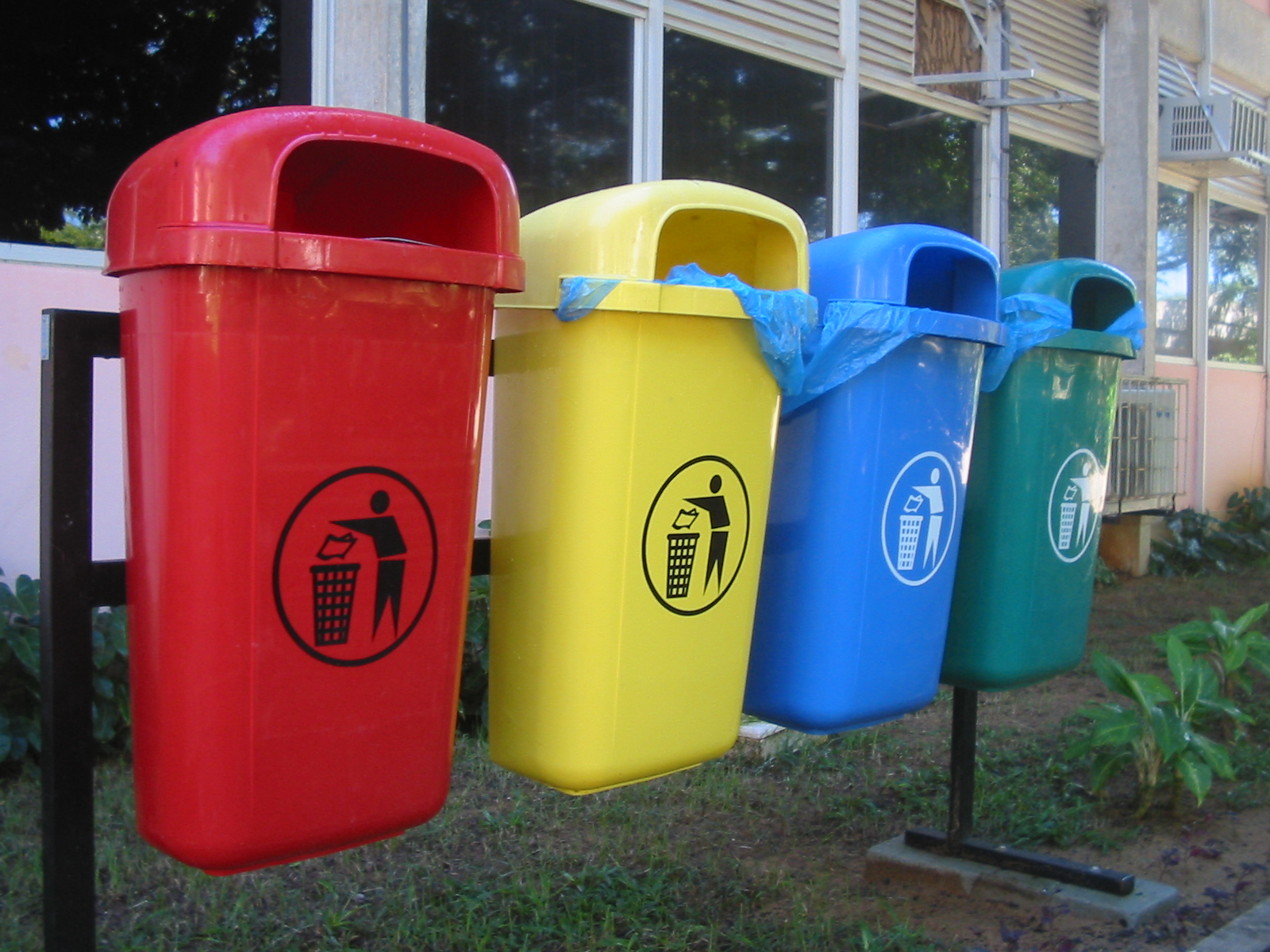
Контейнери для паперу

Побутове сміття зазвичай переробляють на сміттєспалювальних заводах, що екологічно небезпечно.
В більшості розвинених країн мешканцям пропонують сортувати побутове сміття в окремі контейнери, де окремо збираються папір, пластики, органічні залишки, скло, метали, що полегшує переробку.
Складною проблемою ліквідації або утилізації побутового сміття є пластики. Більшість нині існуючих пластиків не розкладається мікроорганізмами, тому від них поступово відмовляються на користь біодеградабельних (англ. Biodegradable) пластиків — пластмас, які за короткий час (від кількох місяців до двох років) руйнуються мікроорганізмами. Також використовують тонку металеву тару. Алюмінієві банки від напоїв у більшості країн збираються для переплавки.
Збір і переробка макулатури зменшує кількість сміття і одночасно сприяє збереженню лісових насаджень.